# Cratere Mukhina
Mukhina  è un cratere sulla superficie di Venere. Deve il proprio nome a Vera Ignat'evna Muchina (in russo Вера Игнатьевна Мухина?), scultrice sovietica di etnia russa.